# Shawn Maurice Barry
Shawn Maurice Barry (* 23. April 1990 in Miramar, Florida) ist ein US-amerikanischer Fußballspieler mit Abstammung aus Puerto Rico. Er spielt auf der Position eines Abwehrspielers. 

## Karriere
Barry begann seine Karriere bei der University of Virginia in der dortigen College-Fußballabteilung. 2010 wechselte er nach Europa und unterschrieb einen Vertrag beim damaligen österreichischen Bundesligisten LASK Linz, wo er anfangs in der Amateurmannschaft in der Regionalliga Mitte (dritthöchste Spielklasse) zum Einsatz kam. In seiner ersten Saison kam er auf 17 Einsätze und erzielte drei Tore. Die Amateure wurden Meister, durften aber aufgrund der Regelungen der Bundesliga nicht in die nächsthöhere Liga aufsteigen. Zudem kam er auf zwei Einsätze in der Bundesligamannschaft.
Sein Debüt in der höchsten österreichischen Spielklasse gab der Innenverteidiger am 22. Mai 2011 gegen den FC Wacker Innsbruck, als er von Anfang an bis zur 61. Minute spielte. Danach wurde er für den Albaner Klodian Duro ausgewechselt. Das Spiel in Innsbruck wurde 0:1 verloren. Die erste Mannschaft musste aus der Bundesliga absteigen. Am 19. Juni 2015 wurde bekannt, dass er ab Juli 2015 beim FSV Frankfurt auflaufen wird. Dort erhält er einen Vertrag bis Sommer 2017.